# Dave McAuley
Dave McAuley (Larne, 15 giugno 1961) è un pugile britannico, ex campione mondiale dei mosca IBF.
Esordisce fra i professionisti il 5 ottobre 1983 alla Ulster Hall di Belfast, pareggiando con John Mwaimu; nonostante questo inizio non brillante avrà una gloriosa carriera. Il primo successo arriva per ko1 il mese successivo contro Dave Smith.
Seguono numerosi incontri con 6 vittorie e un pareggio, fino ad arrivare ad affrontare Bobby McDermott, che batte per ko alla 10ª ripresa nell'eliminatoria per il titolo britannico dei pesi gallo. Conquista questa corona un anno più tardi, nell'ottobre 1986 mettendo al tappeto al 9º round Joe Kelly.
L'avversario successivo è il colombiano Fidel Bassa; è con lui che McAuley svolge due dei match più famosi e cruenti della sua carriera. Nel primo perde al 3º round per ko nel mondiale WBA dei pesi mosca; nella rivincita, sempre a Belfast, perde ai punti con verdetto unanime.
Ottiene però subito una nuova chance per diventare campione del mondo, opportunità che coglie battendo ai punti a Wembley Duke McKenzie nel mondiale mosca IBF. Difende la cintura con Dodie Boy Penalosa e Louis Curtis. Stessa sorte la subisce Rodolfo Blanco in un incontro combattutissimo che vede prevalere McAuley ai punti: il britannico va al tappeto al 2º (due volte), al 3º e all'11º round, il colombiano al 9º.
La corona viene difesa anche contro Pedro Jose Feliciano e Jacob Matlala; nel rematch contro Blanco però McAuley viene sconfitto ai punti con verdetto unanime allo Sports Pavilion di Bilbao. Dopo questo incontro si ritira.
Chiude con un record di 18 vittorie (8 ko), 3 sconfitte e due pareggi.
Oggi fa il commentatore per gli incontri di pugilato per la rete televisiva Radio Telefís Éireann.